# Domício Leôncio
Flávio Domício Leôncio (em latim: Flavius Domitius Leontius) foi um oficial romano do século IV, ativo no reinado dos imperadores Constantino II (r. 337–340), Constante I (r. 337–350) e Constâncio II (r. 337–361).

## Vida

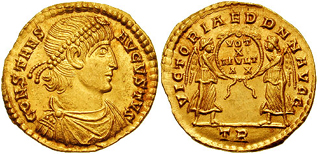
Soldo de r.

Leôncio era provavelmente nativo de Berito, cuja ordem erigiu sua estátua. Em 338, embora mencionado como prefeito pretoriano, é plausível que fosse vigário. Entre 340 e 344, foi prefeito pretoriano do Oriente como colega de Antônio Marcelino e Fábio Ticiano; foi nomeado a prefeitura e então ao consulado por suas singulares posições. É registrado em várias leis do Código de Teodósio.  Em 344, foi cônsul anterior com Bonoso no Ocidente até abril/maio e de Júlio Salústio no Ocidente de maio até dezembro e no Oriente o ano todo.